# More (polecenie)
more — program komputerowy w systemie Unix i systemach jemu podobnych oraz środowisku Windows używany do podglądu (ale nie edycji) jednego pliku tekstowego w danym czasie.
W środowisku Windows używany do wyświetlania zawartości pliku ekran po ekranie.

## Historia
more oryginalnie zostało napisane przez Daniela Halberta, który ukończył studia na uniwersytecie Kalifornijskim w Berkeley w roku 1978. Program po raz pierwszy pojawił się w BSD o wersji 3.0 i stał się częścią podstawowego pakietu narzędzi we wszystkich systemach klasy Unix. Klon more występował także w systemie MS-DOS, a później w systemach w rodziny Windows.

## Użycie
```
more [opcje] [nazwa_pliku]
```

Jeżeli nie podano nazwy pliku, dane ładowane są ze standardowego wejścia. Prezentowane są one tak, aby możliwie jak najwięcej tekstu zmieściło się na ekranie, po czym program przechodzi w tryb oczekiwania na naciśnięcie klawisza, które powoduje przewinięcie treści pliku. Zawartość może być przewijana tylko w przód, dopóki more wyświetla w dole ekranu napis --Więcej.
Rozwinięciem programu jest less, który zezwala także na przewijanie w tył.

### Windows[1]
<command> | more [/c] [/p] [/s] [/t<n>] [+<n>]
more [[/c] [/p] [/s] [/t<n>] [+<n>]] < [<drive>:][<path>]<filename>
more [/c] [/p] [/s] [/t<n>] [+<n>] [<files>]

| Parametr                     | Opis |
| ---------------------------- | --- |
| <command>                    | Określa polecenie, dla którego chcemy uzyskać „wyjście”.                                                    |
| /c                           | Czyści ekran przed wypisaniem strony.                                                                       |
| /p                           | Rozszerza znaki form-feed.                                                                                  |
| /s                           | Wyświetla wiele pustych linii jako jedną pustą linię.                                                       |
| /t<n>                        | Wyświetla znaku tab jako liczbę spacji zdefiniowanych przez n.                                              |
| +<n>                         | Wyświetla pierwszy plik rozpoczynający się na linii oznaczonej numerem n.                                   |
| [<drive>:][<path>]<filename> | Określa położenie i nazwę pliku, który ma zostać wyświetlony.                                               |
| <files>                      | Określa położenie i nazwy plików, który mają zostać wyświetlone. Pliki muszą być oddzielone znakiem spacji. |
| /?                           | Wyświetla pomoc.                                                                                            |